# A Miller család
A Miller család (az első és második epizódban Millerék) (eredeti cím: The Millers) 2013-ban bemutatott amerikai szitkomsorozat. A műsor alkotója Greg Garcia, a történet pedig a címszereplő család életébe enged betekintést. A főszereplők közt megtalálható Will Arnett, Margo Martindale, Beau Bridges, J. B. Smoove és Jayma Mays.
A sorozatot az Amerikai Egyesült Államokban 2013. október 3-án a CBS , 6 rész viszont hamarabb került bemutatásra az M-Net és a CTV televízióadókon, míg Magyarországon a Comedy Central mutatta be 2014. március 9-én, majd 2016. január 10-én a TV2, 2016. október 30-án pedig a Humor+ is műsorra tűzte.

## Cselekmény
A történet a virginiai Leesburgban játszódik. Itt él Nathan Miller, a helyi tévés híradós, aki frissen vált el feleségétől és ideje nagy részét barátjával, az operatőr Ray-jel tölti. Szintén itt él nővére, Debbie, aki egy jogaszalont és vegán éttermet működtetett férjével, Adammel. Hamarosan azonban mindkettejük élete fenekestül felfordul, amikor is a városba érkeznek a szüleik, Carol és Tom, aki 43 évnyi együttlét után válnak el. Tom Debbie-ékhez, Carol pedig Nathanhez költözik, ahol a szülők őrületbe kergetik a gyermekeiket.

## Szereplők
| Szereplő       | Színész          | Magyar hang      |
| -------------- | ---------------- | ---------------- |
| Carol Miller   | Margo Martindale | Szabó Éva        |
| Tom Miller     | Beau Bridges     | Cs. Németh Lajos |
| Debbie Stoker  | Jayma Mays       | Dögei Éva        |
| Nathan Miller  | Will Arnett      | Fekete Zoltán    |
| Adam Stoker    | Nelson Franklin  | Varga Gábor      |
| Ray            | J.B. Smoove      | Seder Gábor      |
| Mikayla Stoker | Lulu Wilson      | Jelinek Éva      |
| Kip Finkle     | Sean Hayes       |                  |
| Janice         | Eliza Coupe      |                  |
| Mr. Booms      | Lou Wagner       |                  |
| Fiatal Nathan  | Garrett Ryan     |                  |

## Epizódok
| Évad | Évad | Részek száma | Részek száma | Eredeti sugárzás  | Eredeti sugárzás | Eredeti adó | Magyar sugárzás   | Magyar sugárzás  | Magyar adó     |
| Évad | Évad | Részek száma | Részek száma | Évadbemutató      | Évadzáró         | Eredeti adó | Évadbemutató      | Évadzáró         | Magyar adó     |
| ---- | ---- | ------------ | ------------ | ----------------- | ---------------- | ----------- | ----------------- | ---------------- | -------------- |
|      | 1.   | 23           | 23           | 2013. október 3.  | 2014. május 15.  | CBS         | 2014. március 9.  | 2014. május 25.  | Comedy Central |
|      | 2.   | 11           | 11           | 2014. október 20. | 2015. július 18. | CBS         | 2016. február 28. | 2016. április 3. | TV2            |